# Linyphia albipunctata
Linyphia albipunctata là một loài nhện trong họ Linyphiidae.
Loài này thuộc chi Linyphia. Linyphia albipunctata được Octavius Pickard-Cambridge miêu tả năm 1885.